# Roof Music
Roof Music, beim Handelsregister eingetragen als ROOF Music Schallplatten- und Verlags GmbH, ist ein deutscher Musik- und Bühnenverlag, unabhängiges Musik-, Kabarett- und Hörbuch-Label sowie Künstlermanagement und Booking Agentur. Zu den bekanntesten Künstlern gehören u. a. Helge Schneider, Götz Alsmann, Jan Böhmermann, Sven Regener und Benjamin von Stuckrad-Barre.

## Geschichte
Bernd Kowalzik (1949–2014), Sänger einer Bluesband und im Tonträgervertrieb RIMPO für den lokalen und internationalen Einkauf zuständig, entschloss sich 1978, mit Freunden aus der Musikbranche Roof Music als Musikverlag zu gründen. Um den eigenen Künstlern eine Auftrittsplattform zu bieten, kauften sie die 1960 stillgelegte Zeche Prinz Regent und bauten sie zum Live- und Musikclub Zeche Bochum aus. Bernd Kowalzik war in den ersten Jahren neben seiner Tätigkeit als Verleger auch für das Booking des Live-Programms zuständig. 1982 übernahm er Roof Music als alleiniger geschäftsführender Gesellschafter. In diese Firma stieg Kristine Meierling 1983 mit ein. 
Zunächst als Musikverlag gegründet, entstand innerhalb kurzer Zeit das Musiklabel Roof Records, das Künstlermanagement sowie das ROOF Booking. Es folgten Veröffentlichungen im Kabarett- und Comedy-Bereich und die Gründung des Hörbuchlabels tacheles!. Mit dem N.N.-Literaturmanagement betreut Roof Music seit 2001 auch Buch- und Bühnenautoren. Die Produktionen des Labels werden vertrieben durch Rough Trade Distribution (Tonträger), Argon Verlag (Hörbücher) und Zebralution (digital).
Seit dem Tod von Kowalzik 2014 führen seine Frau Kristine und die beiden Töchter Anna und Karoline Roof Music gemeinsam.

## Künstler
Moondog, Herbert Grönemeyer, aber auch Götz Alsmann gehörten zu den ersten Künstlern von Roof Music: Moondog, der bereits in den 50er-Jahren zu einer New Yorker Institution und von Musikschaffenden wie Frank Zappa, Charlie Parker oder Leonard Bernstein bewundert wurde, fand hier bereits 1978 seine musikalische Heimat. Die ersten drei (deutschen) Alben Grönemeyers wurden von ROOF verlegt, vorproduziert und zur Musikindustrie vermittelt. The Cassandra Complex wurde gleichfalls gefördert. Auch Fusion-Musiker wie Jochen Schrumpf fanden in Roof ihren Verlag. 
Götz Alsmann und Bernd Kowalzik begegneten sich 1982. Roof Music vertritt bis heute Alsmann als Management und ist Label, Verlag und Booking-Agentur. 1988 sah Kowalzik Werner Nekes Film „Johnny Flash“ und nahm Kontakt zum Hauptdarsteller Helge Schneider auf. Seitdem war Roof Music auch für Schneider Verlag und Label.

## Roof Records
Künstler unterschiedlicher Genres veröffentlichen in den kommenden Jahren bei Roof. Rock-’n’-Roll-, Jazz-, Blues-, Pop- und Rock-Alben erscheinen auf dem Musiklabel Roof Records.
Im Laufe der 90er-Jahre entwickelte sich Roof Music zu einem der bekanntesten Labels für deutschsprachiges Musik-Kabarett und Comedy. Etablierte Künstler wie Helge Schneider, Missfits, Queen Bee, Malediva, Pigor & Eichhorn, Konrad Beikircher, Doktor Stratmann oder Jürgen von Manger werden gemeinsam mit vielversprechenden Nachwuchskünstlern im umfangreichen Kabarett-/Kleinkunst-Katalog gepflegt. Auch Ruhrgebiets-Künstler wie Jochen Malmsheimer und Frank Goosen veröffentlichen zunächst als Tresenlesen, später als Solokünstler bei Roof.

## tacheles!
Der Schritt vom reinen Wort-Kabarett zum Hörbuch ist eine naheliegende Weiterentwicklung. 1999 erscheint Hildegard Knefs "Der geschenkte Gaul" als erstes Hörbuch – der Beginn des Wortlabels tacheles!, dem bis heute eine große Anzahl erfolgreicher Schauspielerinnen und Schauspieler wie Anke Engelke, Sophie Rois, Sandra Hüller, Matthias Brandt, August Diehl, Lars Eidinger, Bastian Pastewka und Christoph Waltz ihre Stimme liehen. Künstler, Autoren und Musiker wie Götz Alsmann, Jan Böhmermann, Sven Regener, Robert Seethaler, Heinz Strunk, Benjamin von Stuckrad-Barre, Moritz von Uslar und Roger zählen seit vielen Jahren exklusiv dazu.
Zu den großen Hörbuch-Erfolgen des Labels gehört Hape Kerkelings Ich bin dann mal weg, das mit über 700.000 verkauften Exemplaren 3fach-Platinstatus erlangte.
Die verschiedenen tacheles!-Produktionen bekamen zahlreiche Preise und Auszeichnungen, 2015 und 2016 wurden zudem je zwei tacheles!-Hörbücher mit dem Deutschen Hörbuchpreis ausgezeichnet.

## N.N.-Literaturmanagement
N.N.-Literaturmanagement startet 2001 mit Sven Regener Herr Lehmann; es folgten Autoren wie Benjamin von Stuckrad-Barre, Moritz von Uslar, Oliver Wnuk, Michael Gantenberg  und Lo Malinke. 

## Roof Künstlermanagement
Seit 1983 betreut Roof Götz Alsmann exklusiv in all seinen künstlerischen Belangen. Es folgt Jan Böhmermann, der seit 2009 rundum vertreten wird. 

## Roof Bühnenverlag
Der hauseigene Bühnenverlag vertritt seit 2009 Bühnenwerke von u. a. Helge Schneider, Sven Regener, Leander Haußmann und Benjamin von Stuckrad-Barre.